# 1998年步云乡乡长选举
1998年步云乡乡长选举是中华人民共和国四川省遂宁市市中区步云乡（今安居区白马镇）举行的一次乡长直选。中共十一届三中全会结束后，中华人民共和国开始进行政治体制改革。在经过一系列的修改后，中共步云乡委员会于1998年11月27日以十五大报告为依据向市中区委员会请示，拟对步云乡乡长进行直选，并于当日获得批准。
选区联席会议协商提名采取无记名投票制，共有15人参选，最终由中学教师周兴义和村主任蔡荣辉出线，而刘仕国等人全部落选。结果由中国共产党提名的步云乡党委副书记、代理乡长谭晓秋当选。此次选举被认为产生了中华人民共和国第一位直选乡长，但被质疑有违宪问题，也没有受到重视。

## 背景
中共十一届三中全会结束后，中华人民共和国开始进行政治体制改革。1979年7月1日，五届全国人大二次会议制定了《选举法》和《地方人民代表大会和地方人民政府组织法》，包含扩大直接选举范围等一系列改革措施。1979年下半年到1980年上半年，中华人民共和国民政部根据中共中央的指示在全国范围内进行了县级直接选举试点，并在1980年前后举行了第一次县级人大直接选举。1982年、1986年和1995年，“两法”经历了三次修改，逐渐完善了选举制度:8-12。1997年，中国共产党第十五次全国代表大会的报告提出，“城乡基层政权机关和基层群众性自治组织，都要健全民主选举制度”。
1998年3月，中国共产党四川省委员会在曾举行过“公推公选”乡村干部的巴中召开现场会，总结经验并要求将类似的做法推广运用到选拔乡镇领导干部上。同年9月，四川省委发布《四川省乡、镇党政领导干部选拔任用工作暂行办法》，第十条规定：“推荐乡镇的某些领导职位人选时，还可以采取组织推荐、群众推荐、个人自荐与考试考核相结合的方法”。1998年10月至12月27日，四川省南部县对全县所有79个乡镇的178个副乡镇长进行了“公推公选”:435。
1998年，张锦明调任四川遂宁市市中区区委书记，期间遂宁下辖四个乡镇的多名干部出现了经济问题，张锦明受到了责难，因而想到了通过公选干部来分担风险。1998年4月，保石镇首先进行了镇长公选，投票产生镇长候选人，再交由镇人大投票产生最终镇长人选，但受到了部分镇民的抱怨，认为最终人选仍然被组织意图左右。张锦明于是在年底开始计划进行直选。经过考察与讨论，步云乡被选为直选试点地，原因在于步云乡人口较少、地处偏僻、通信不便，易于控制，不易被外界干扰。:434
1998年11月27日，中共步云乡委员会以十五大报告为依据向市中区委员会请示，拟对步云乡乡长进行直选，并于当日获得批准。随后，步云乡成立了工作领导小组、直选委员会等组织，进行乡长直选的准备工作:5-6。

## 选举制度
参选人需要年满25周岁，拥有本乡户籍或在本乡工作，并具有高中或同等学力以上文化程度。政党、人民团体、群众组织可推荐候选人，个人也可以由选民30人以上联名推荐。政党提名者直接成为正式候选人，通过其他方式参选的需要由选区联席会议协商产生2名正式候选人。正式选举中取得发出的半数以上选票者当选，若得票最多者未过半则取前两名再次选举，得票最多者当选。:49-52

## 候选人
选区联席会议协商提名采取无记名投票制，得票数前两名成为正式候选人。共有15人参选，包括时任乡人大主席刘仕国、党委副书记邹坤等多名乡干部。最终由中学教师周兴义和村主任蔡荣辉出线，而刘仕国等人全部落选。谭晓秋则被中国共产党提名自动成为正式候选人:46。
周兴义为执教20余年的中学化学教师，在选区联席会议的投票中得票最多；蔡荣辉出身当地第一大姓，担任村干部20年，时任十村村主任，熟悉农村问题；谭晓秋为外乡人，长期从政，曾任步云乡副乡长和邻近的白马镇副镇长，重新调任步云乡后担任乡党委副书记:46、代理乡长，原本已通过组织考察，拟被直接任命为乡长，但因制度改变而转为参选。

## 选举结果
本次投票选举活动没有发现违规违纪行为。谭晓秋达到了参选人数和得票数的双过半，按照选举试行办法顺利当选第十二届乡长。1999年1月4日，步云乡人民代表大会通过决议确认选举有效，谭晓秋正式宣誓就职。
| 1998年步云乡乡长选举结果 | 1998年步云乡乡长选举结果 | 1998年步云乡乡长选举结果 | 1998年步云乡乡长选举结果 | 1998年步云乡乡长选举结果 | 1998年步云乡乡长选举结果 |
| 候选人                   | 提名组织                 | 得票数                   | 得票率                   | 当选                     |                          |
| ------------------------ | ------------------------ | ------------------------ | ------------------------ | ------------------------ | ------------------------ |
| 谭晓秋                   | 中国共产党               | 3,130                    | 50.19%                   |                          |                          |
| 蔡荣辉                   | 选民推荐                 | 1,995                    | 31.99%                   |                          |                          |
| 周兴义                   | 选民推荐                 | 1,017                    | 16.31%                   |                          |                          |
| 邹 坤                    | 另选他人                 | 2                        | 0.03%                    |                          |                          |
| 选举日期                 | 1998年12月31日           | 选举人数                 | 11,349                   | 11,349                   |                          |
| 参选率                   | 54.95%                   | 参选人数                 | 6,236                    | 6,236                    |                          |
| 投票率                   | 54.74%                   | 投票人数                 | 有效：6,144 无效：68     | 有效：6,144 无效：68     |                          |

| 区域投票结果                      | 区域投票结果 | 区域投票结果 | 区域投票结果 | 区域投票结果 | 区域投票结果 | 区域投票结果 | 区域投票结果 | 区域投票结果 |
| 区域                              | 总票数       | 谭晓秋       | 谭晓秋       | 蔡荣辉       | 蔡荣辉       | 周兴义       | 周兴义       | 无效票       |
| 区域                              | 总票数       | 得票數       | 得票率       | 得票數       | 得票率       | 得票數       | 得票率       | 无效票       |
| --------------------------------- | ------------ | ------------ | ------------ | ------------ | ------------ | ------------ | ------------ | ------------ |
| 一村                              | 534          | 260          | 49.52%       | 211          | 40.19%       | 54           | 10.29%       | 9            |
| 二村                              | 431          | 195          | 45.56%       | 177          | 41.36%       | 56           | 13.08%       | 3            |
| 三村                              | 492          | 307          | 62.53%       | 135          | 27.49%       | 49           | 9.98%        | 1            |
| 四村                              | 813          | 536          | 67.00%       | 168          | 21.00%       | 96           | 12.00%       | 13           |
| 五村                              | 513          | 396          | 77.19%       | 13           | 2.53%        | 104          | 20.27%       | 0            |
| 六村                              | 417          | 124          | 29.95%       | 62           | 14.98%       | 228          | 55.07%       | 3            |
| 七村                              | 698          | 296          | 43.21%       | 214          | 31.24%       | 175          | 25.55%       | 13           |
| 八村                              | 676          | 472          | 70.45%       | 92           | 13.73%       | 106          | 15.82%       | 6            |
| 九村                              | 530          | 290          | 55.45%       | 148          | 28.30%       | 85           | 16.25%       | 7            |
| 十村                              | 868          | 152          | 17.74%       | 680          | 79.35%       | 25           | 2.92%        | 11           |
| 居委会及 乡直部门                 | 240          | 102          | 42.86%       | 95           | 39.92%       | 39           | 16.39%       | 2            |
| 注：居委会及乡直部门另有2人投邹坤 |              |              |              |              |              |              |              |              |

## 后续
此次选举被认为产生了中华人民共和国第一位直选乡长，获得了《华西都市报》《南方周末》等多家媒体的报道，中国中央电视台也在1999年2月26日介绍了此次直选的全过程，步云乡被媒体称为“中国直选第一乡”。中共遂宁市市中区委员会认为由选民直接选举乡长与人民代表大会选举乡长具有一致性，此次选举赋予了农村基层党管干部新的内涵，密切了党群、干群关系。1999年3月的中国人民政治协商会议九届二次大会上，政协委员提出了三份提案，建议“逐步把农民对村民委员会的直接选举扩大到乡镇这一层的主要干部，在一些有条件的乡镇可试行允许农民直接选举乡镇长”，认为“乡镇一级的直接民主选举可以巩固村民自治和农村基层民主建设的成果”。
选举后，步云受到了四川省相关部门的批评和全国人大调查组的压力。2001年的下一次选举被调整为最终产生乡长候选人，再交由乡人大选举；到2004年则完全改回了传统的任命制度，不再举行公开选举。
步云乡在3年任期内成为了遂宁市唯一没有群众上访的乡镇，也没有收到过对干部的匿名举报。在北京大学法学院1999年7月至2001年底进行的全国调研中，步云乡受访者相对全国其他地区，对选举的积极性更高，评价更积极，对候选人的选择也更加理性。:236

## 各界评价
《法制日报》发表文章指出，《中华人民共和国宪法》中规定地方各级人民政府主要负责人由同级人民代表大会选举产生而非直选产生，此次直选有违宪问题。
前中共中央农村政策研究室、国务院农村发展研究中心副主任吴象认为此次选举是政治体制改革的新突破，但并没有引起普遍的重视，如果能得到重视和推广则可以激发广大农民潜在的积极性和创造性，大大推进政治体制改革。
前步云乡人大主席焦运丰认为步云的民主只是形式民主，还需要全方位的综合配套改革。如果上级的政策机制不变，乡长很难发挥作用； 如果没有民间组织的发育，也不可能有真正意义的公平竞争。
谭晓秋因两次选举获胜连续担任了6年乡长，无法更换职务，而在此期间多位落选的低级干部获得了升迁，蔡荣辉评价称客观上谭晓秋是直选实践的利益受损者。